# تقويم اليونان القديم

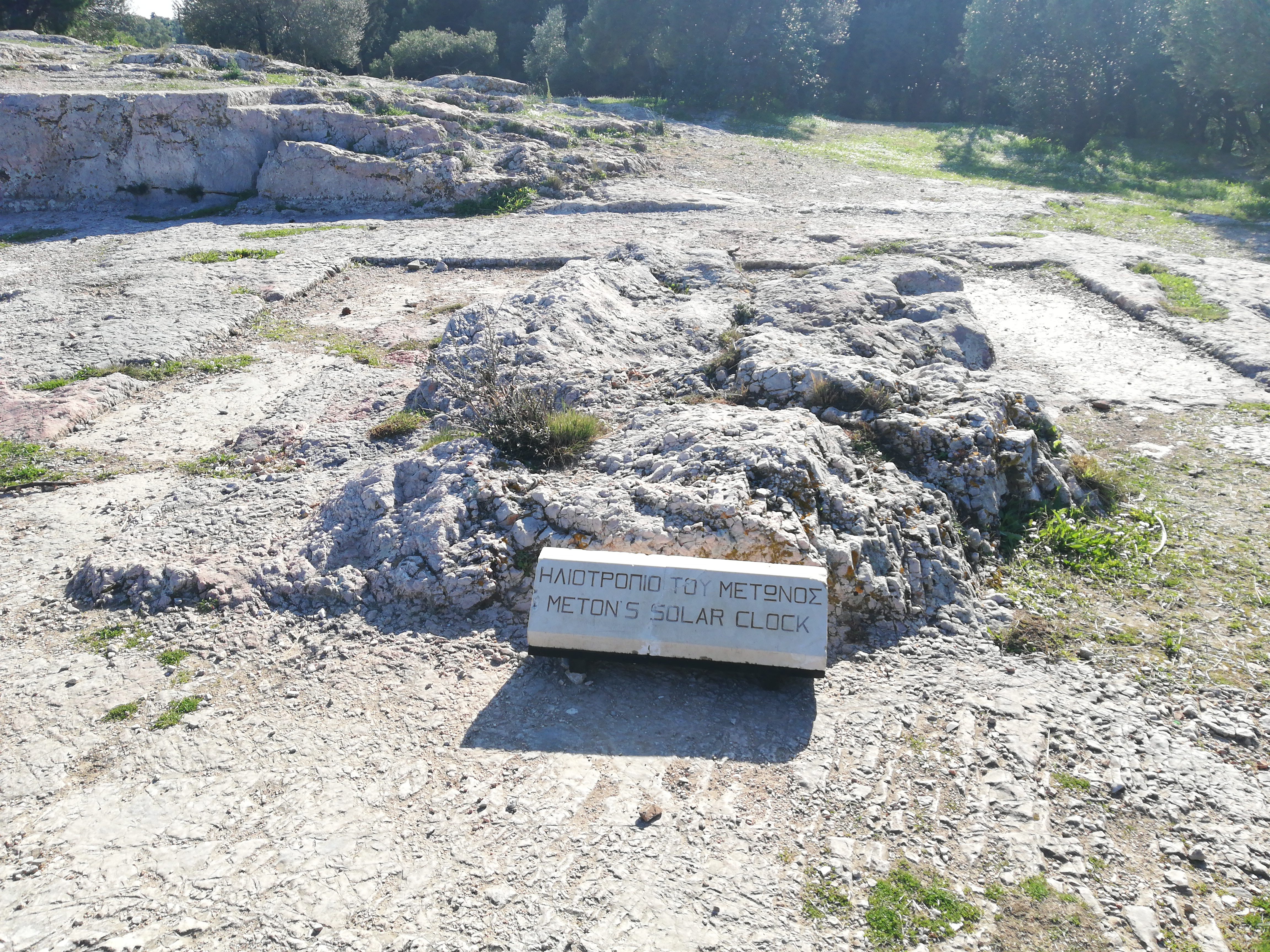

تقويم اليونان القديم أو التقويم الأثيني (بالإنجليزية: Attic calender أو Athenian calender) هو التقويم الذي كان يُستعمل في منطقة أتيكا التاريخية التي تضم مدينة أثينا عاصمة اليونان. ويُسمّى أحيانًا بالتقويم اليوناني نظرًا إلى أهمية أثينا الثقافية، ولكنه واحد فقط من عدة تقاويم يونانية قديمة. وبسبب محدودية استخدامه (في أثينا القديمة) وبعض التغييرات التي طرأت عليه لم يقم أحد بوصف نظامه بدقة، ولذلك يُعتبر أي وصف معاصر له مجرد تخمينات لشكله القديم.